# Aroue
Pour les articles homonymes, voir Aroue.
Aroue est une ancienne commune française du département des Pyrénées-Atlantiques. Le 1er août 1973 (par arrêté préfectoral du 20 juillet 1973), la commune absorbe Ithorots-Olhaïby pour former la nouvelle commune d'Aroue-Ithorots-Olhaïby.

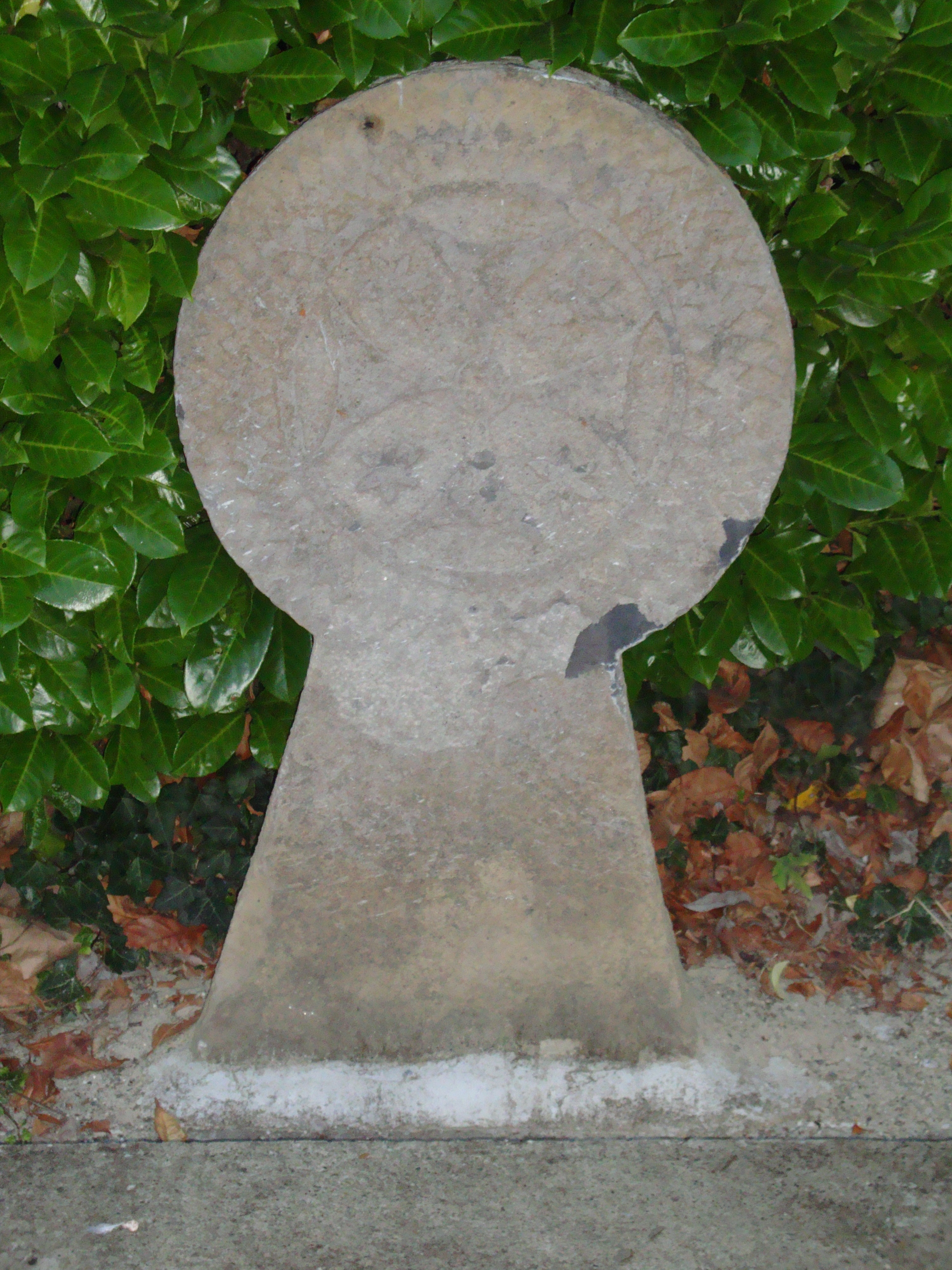
Stèle discoïdale du cimetière

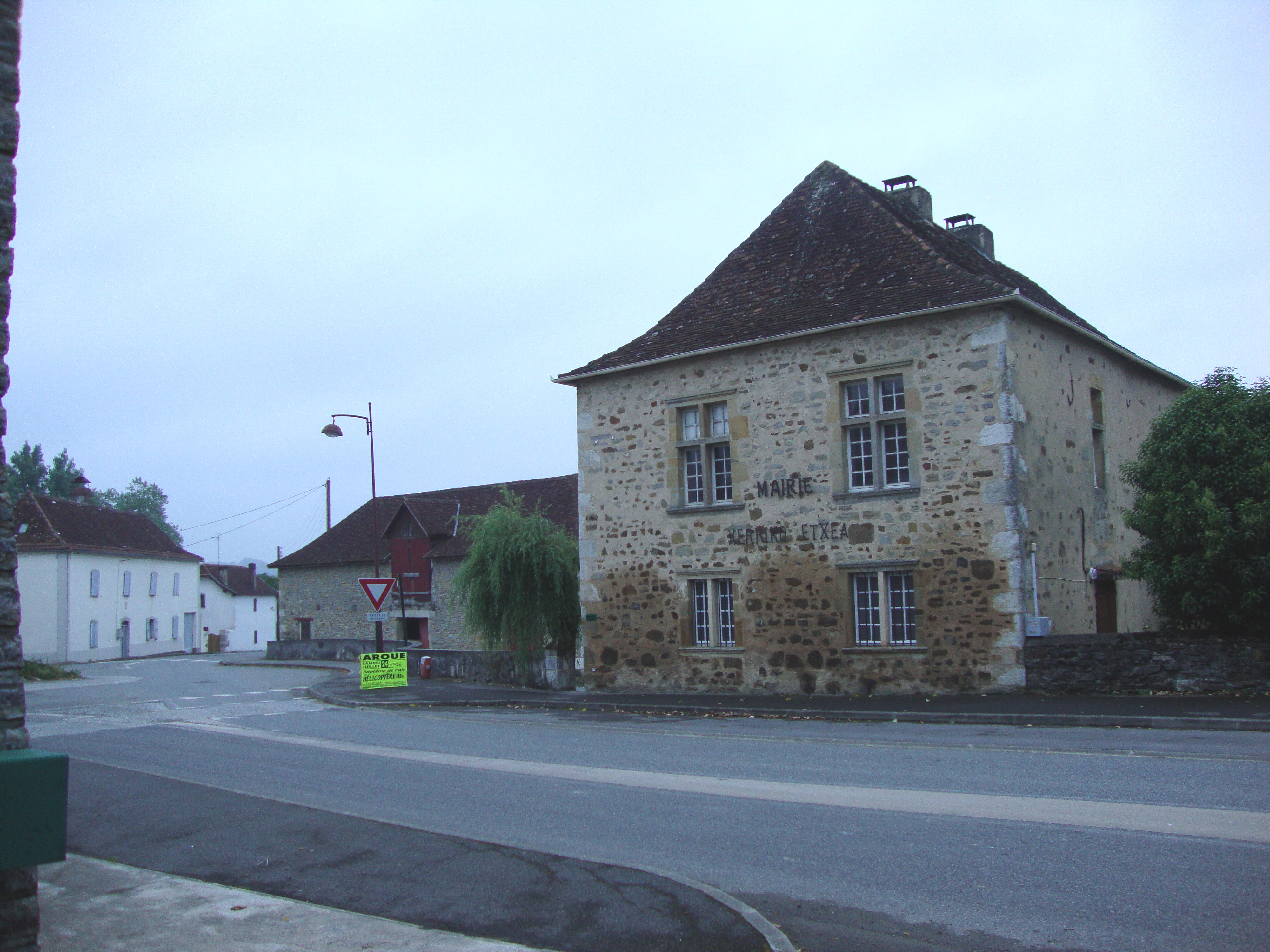
La mairie de la commune d'Aroue-Ithorots-Olhaïby, située à Aroue

## Géographie
Le village fait partie de la province basque de Soule.

## Toponymie
Le toponyme Aroue apparaît sous les formes 
Aroe (1337), 
Aroa (1385, collection Duchesne volume CXIV), 
Aroe et Sent Stephen d'Aroe (respectivement 1460 et 1469, contrats d'Ohix), 
Degaierie de Aroa (1520) et 
Aroue (1690).
Son nom basque est Arüe
Olhassaria était un fief d’Aroue, vassal de la vicomté de Soule, mentionné sous les graphies 
Olhassari (XVIIe siècle, titres D'Arthez-Lassalle) et 
Olhassarry (1863, dictionnaire topographique Béarn-Pays basque).

## Histoire
Paul Raymond note qu'Aroue était un des sept vics de la Soule, et dependait de la messagerie de la Barhoue.
La commune fut « temple de la Raison » pendant la Révolution, sans doute à cause du voisinage béarnais, Aroue fut la seule commune basque à adopter la politique jacobine antireligieuse.

## Démographie
| 1793 | 1800 | 1806 | 1821 | 1831 | 1836 | 1841 | 1846 | 1851 |
| ---- | ---- | ---- | ---- | ---- | ---- | ---- | ---- | ---- |
| 464  | 379  | 543  | 509  | 514  | 555  | 535  | 500  | 506  |

| 1856 | 1861 | 1866 | 1872 | 1876 | 1881 | 1886 | 1891 | 1896 |
| ---- | ---- | ---- | ---- | ---- | ---- | ---- | ---- | ---- |
| 506  | 466  | 393  | 400  | 402  | 368  | 340  | 355  | 352  |

| 1901 | 1906 | 1911 | 1921 | 1926 | 1931 | 1936 | 1946 | 1954 |
| ---- | ---- | ---- | ---- | ---- | ---- | ---- | ---- | ---- |
| 328  | 345  | 326  | 268  | 277  | 254  | 249  | 270  | 265  |

| 1962 | 1968 | - | - | - | - | - | - | - |
| ---- | ---- | - | - | - | - | - | - | - |
| 268  | 223  | - | - | - | - | - | - | - |

## Patrimoine religieux
L’église Saint-Étienne, romane remaniée au XIXe siècle présente parmi ses sculptures du XIIe siècle un saint Jacques à cheval, image espagnole du « matamoro ».